# Revanchisme

Albert Bettannier, La tache noire, 1887. En plus de l'instruction morale et civique (qui remplace les cours d'éducation morale et religieuse), la loi du 28 mars 1882 met en place pour les garçons des exercices militaires (et pour les filles, les travaux à l'aiguille). Sur le tableau, on remarque la carte affichant une tache noire à l'emplacement de l'Alsace-Moselle, l'uniforme de l'élève, celui du bataillon scolaire de son école, la croix du Mérite scolaire de l'élève-modèle, le tambour à côté du bureau du maître, ainsi que les fusils d'instruction au râtelier.

Le revanchisme ou esprit de revanche correspond à un sentiment nationaliste entretenu dans l’opinion publique.
Sa traduction historique la plus représentative vient des trois conflits franco-allemands, sur une période s’étalant de 1870 à 1945, durant laquelle le revanchisme a été ressenti de part et d’autre du Rhin, se cristallisant sur l'annexion par l'Allemagne de l'Alsace-Lorraine . L'Allemagne considérait ce territoire comme ethniquement allemand et devant par conséquent faire partie de son empire, tandis que la France y voyait un territoire français depuis Louis XIV, ayant en outre fourni de nombreux généraux lors de la Révolution française et dans lequel a été écrit son hymne national : La Marseillaise.

## Définition
Il s’agit de l’élargissement du sentiment individuel revanchard au plan d’une nation, qui se traduit sur le plan politique et par des objectifs militaristes dans la recherche de casus belli. Bien que le revanchisme ne relève pas du domaine d’une idéologie affirmée, le caractère systématique du rappel des contentieux dans la mémoire collective de la population l’érige en volonté marquée ; l’entretien de ce sentiment au cours du temps relève du militantisme ; pour les militants revanchards, il procède d’une volonté froide et courroucée de maintenir l’animosité envers l’Autre dans l’esprit de leurs compatriotes car une fois les hostilités déclenchées, le climat ambiant, issu de l’esprit de revanche, apporte une puissante mobilisation pour les armées et l’effort de guerre[réf. nécessaire].
Les chapitres de cet article indiquent les contentieux de chaque période, dont l’existence en arrière-plan est aussi cruciale dans l’engrenage de la guerre que les casus belli déclencheurs des hostilités. Leur évocation montre que l’esprit de revanche procède d’un mécanisme identique quel que soit le pays qui en est animé.

## L’unification allemande (1806-1871)
Après la défaite prussienne d’Iéna, en 1806, s’est ouvert un cycle de violence mimétique qui alterne francophobie et germanophobie, une montée aux extrêmes qui conduira plusieurs fois à des guerres majeures entre les deux pays.

### Le traumatisme d’Iéna

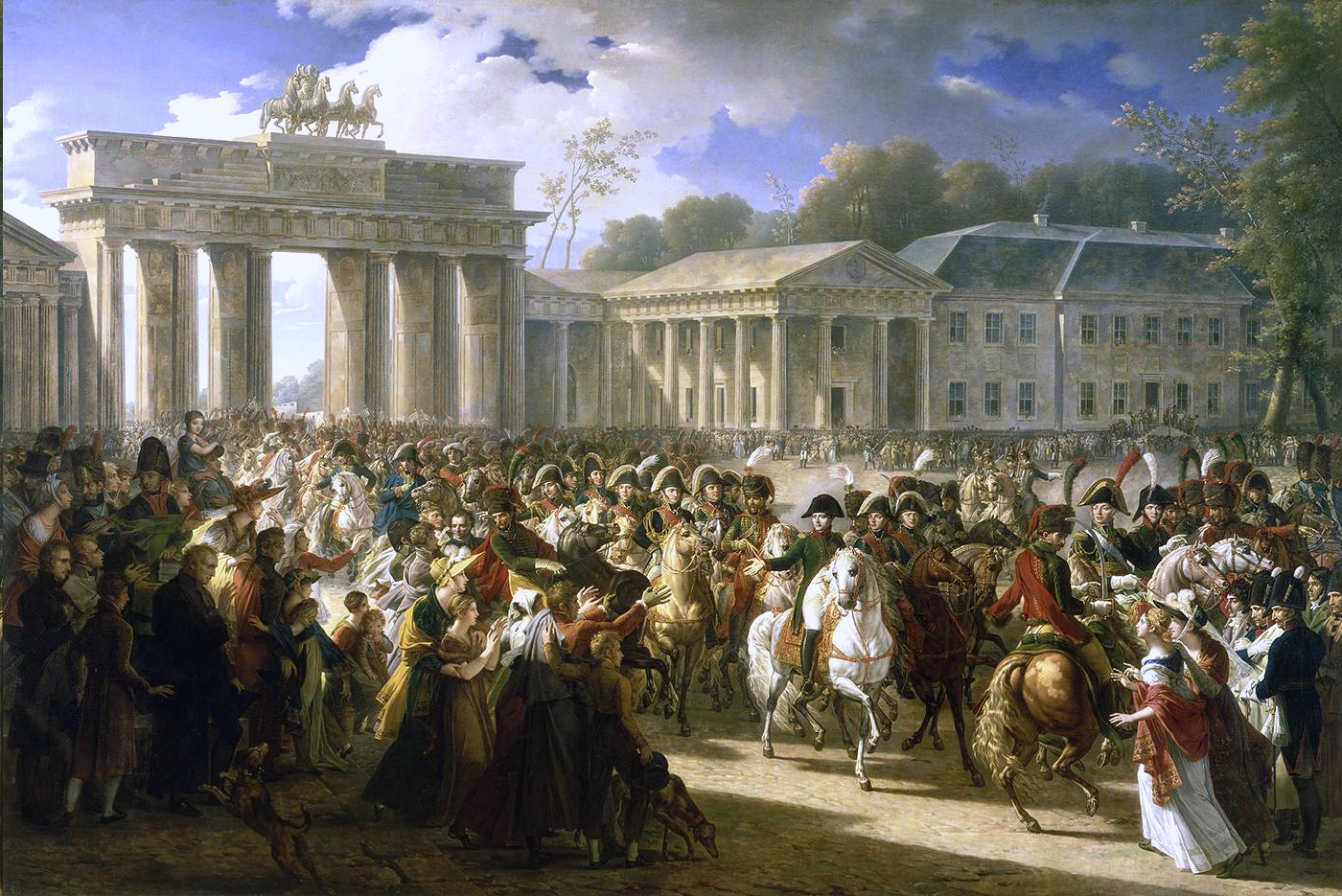
Napoléon entre à Berlin à la tête de ses troupes. Charles Meynier, 1810.

À la fin du XVIIIe siècle, la Prusse devient, grâce à son militarisme autoritaire, une nouvelle grande puissance capable de rivaliser avec les grands pays historiques que sont la France et le Royaume-Uni. Les défaites d’Iéna et d'Auerstaedt en 1806, où l’armée prussienne est écrasée par l’armée française, provoquent un traumatisme au sein de l’élite prussienne et allemande. Des réformateurs tels que Carl von Clausewitz et Johann Gottlieb Fichte vont prendre conscience de la nécessité de transformer la vieille Allemagne en un État moderne et unifié afin de rivaliser avec la France, « la grande nation ». Les Allemands sortent humiliés et fascinés par l’occupation française et sont contraints de l’imiter pour s’en sortir. La France servira donc à la fois de modèle et de repoussoir pour l’unité allemande : le nationalisme allemand sera à la fois teinté de francophobie et nourri du libéralisme politique issu de la Révolution française.
La défaite française en 1814-1815 réduit la France à ses frontières de 1789 et l'oblige à payer une indemnité de guerre qui restera, en proportion du produit national brut, la sanction financière la plus lourde prononcée contre un pays vaincu. La France la paiera toutefois intégralement. Cela ne suffit pas à satisfaire une Prusse en pleine expansion, dont certains dirigeants regrettent de ne pas avoir exigé plus de territoires. Tout au long du XIXe siècle, une grande partie de la littérature, de la presse et de l'historiographie allemandes distillent un sentiment anti-français, qui se traduira en actes en 1870. Cristalliser l’opinion du peuple sur la xénophobie resserre l’identité nationale, instrument essentiel de l'unification allemande voulue notamment par Otto von Bismarck.
En France, certains continuent à admirer la Prusse, considérée depuis la Révolution comme un pays moderne, protestant, efficace et dynamique.

## Belle Époque
Amorce d’une francophobie en Allemagne : après la défaite et la capture de Napoléon III, l’expression allemande Erbfeind (de) (« ennemi héréditaire » en allemand) devient encore plus populaire. Construction médiatique, la francophobie deviendra générale en Allemagne après la Première Guerre mondiale à la suite du traité de Versailles puis de l’occupation de la Ruhr (Sarre) de 1923. D’un point de vue politique, les élites prussiennes considèrent le républicanisme émanant de la politique française de la fin du XIXe comme un phénomène à abattre.

### Contentieux territorial

Carte représentant l'Alsace-Moselle (en rouge) et l'Empire allemand (en beige). A droite, les armoiries de Guillaume II d'Allemagne.

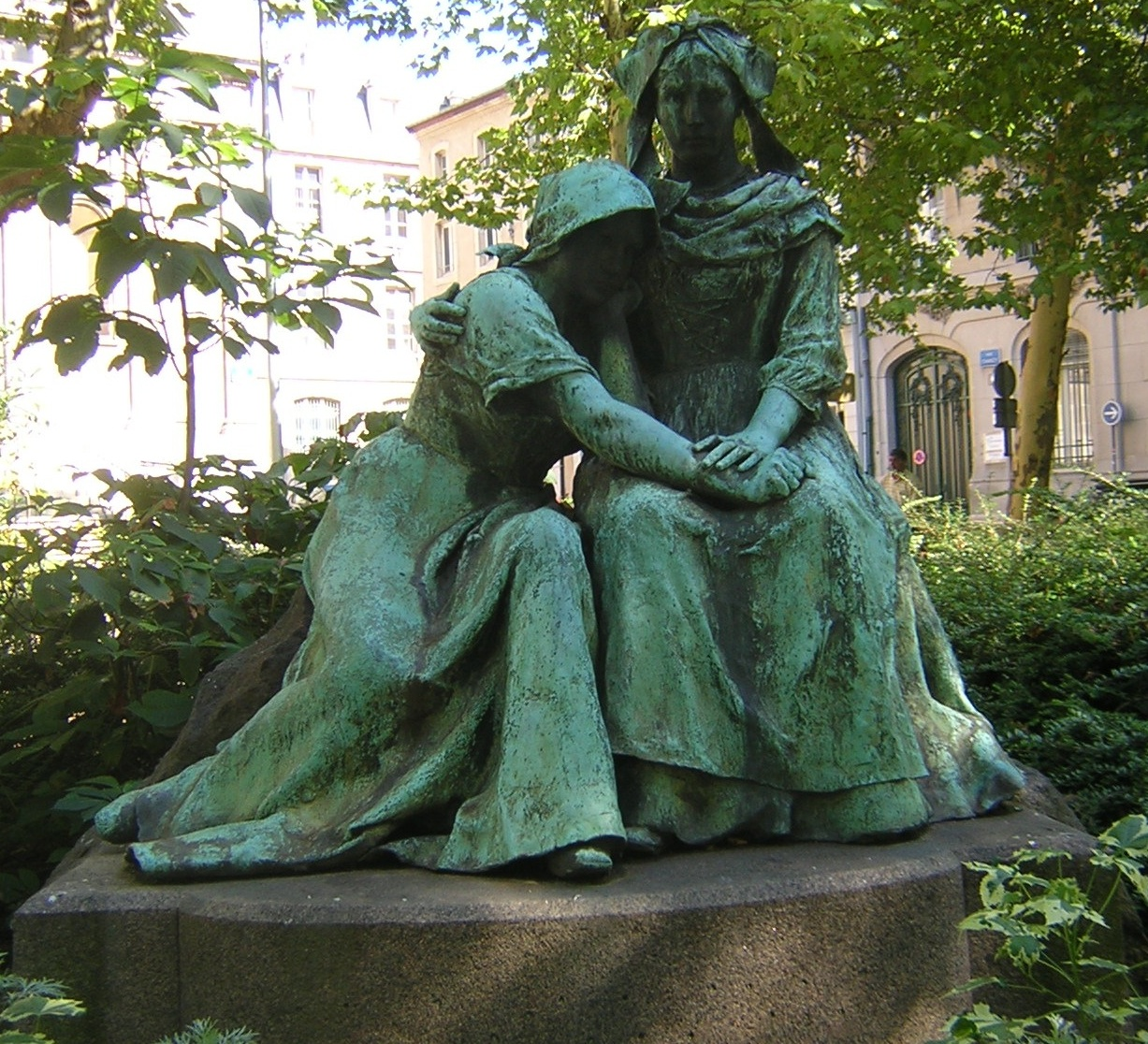
Le Souvenir par Paul Dubois, statue à Nancy.

L’opinion française estime que l'Alsace-Lorraine est soumise depuis la fin de la guerre franco-prussienne à un régime oppressif et entretient la nostalgie des provinces perdues. Ce sentiment est illustré, par exemple, par le chant Vous n'aurez pas l'Alsace et la Lorraine connu de tous les Français, par le succès du livre Le Tour de la France par deux enfants ou par la déclaration de Fustel de Coulanges, professeur à l’université de Strasbourg, qui déclara le 27 octobre 1870 à propos de l’Alsace :

« Il se peut que l’Alsace soit allemande par la race et par le langage ; mais par la nationalité et le sentiment de la patrie, elle est française. Et savez-vous ce qui l’a rendue française ? Ce n’est pas Louis XIV, c’est notre révolution de 1789. Depuis ce moment l’Alsace a suivi toutes nos destinées ; elle a vécu notre vie. Tout ce que nous pensions, elle le pensait ; tout ce que nous sentions, elle le sentait. Elle a partagé nos victoires et nos revers, notre gloire et nos fautes, toutes nos joies et nos douleurs. Elle n’a rien eu de commun avec vous. La patrie, pour elle, c’est la France. L’étranger, pour elle, c’est l’Allemagne. »

Toutefois, la volonté de l’opinion de recouvrer ces terres annexées diminue à partir des années 1880, après l'échec du boulangisme et la réorientation française vers les conquêtes coloniales. Même si l'incident de Saverne secoue l'Empire allemand et provoque un émoi international autour de la question alsacienne, en 1914, en France, aucun parti politique ne se préoccupe plus directement de « revanche », mais ce sentiment demeure vivace dans une grande partie de la population.

### Humiliation de la galerie des Glaces

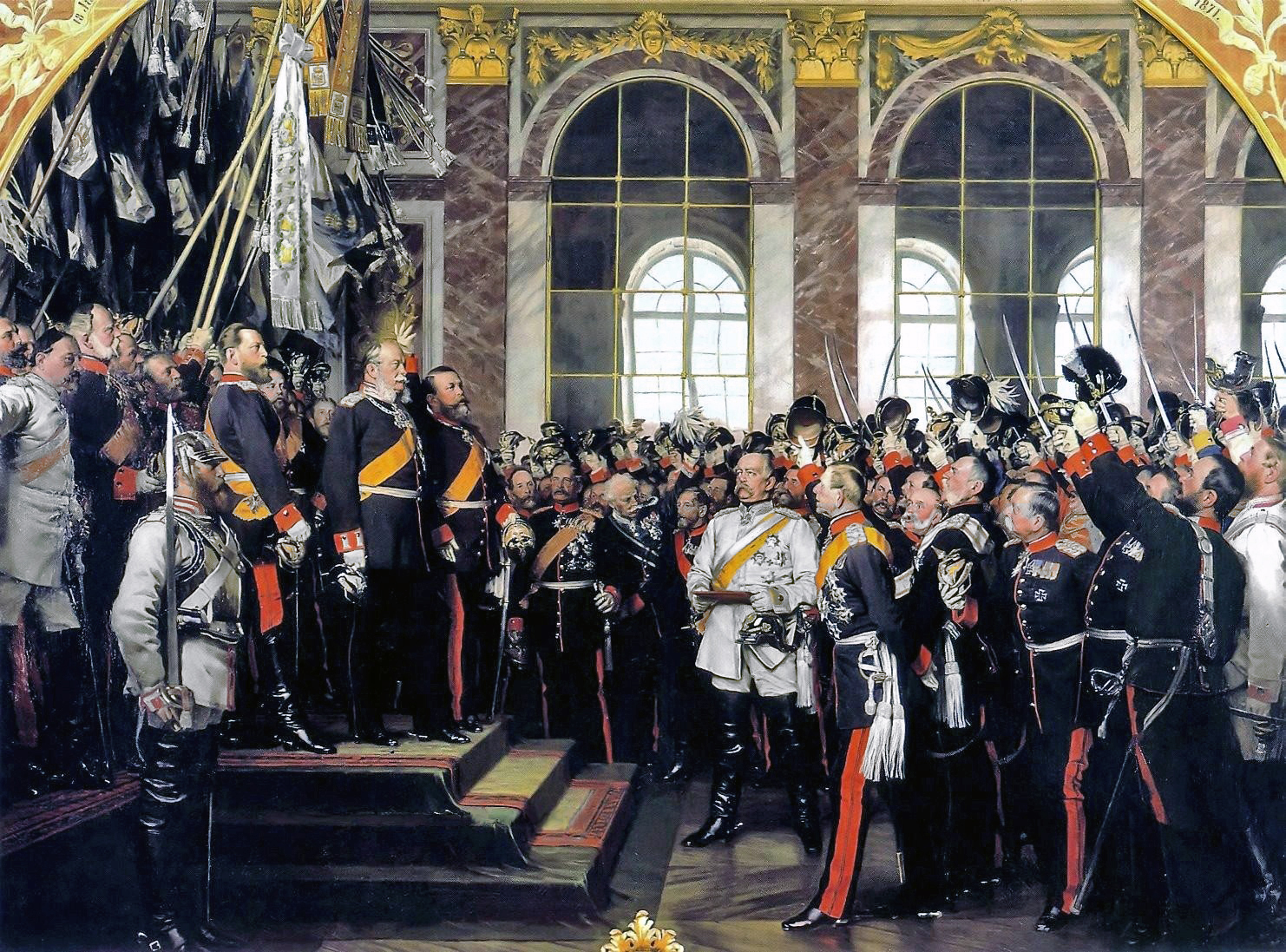
Proclamation du second empire allemand à Versailles, 1871 - Tableau d’Anton von Werner.

Vainqueur de la guerre, Bismarck célèbre la victoire dans la galerie des Glaces du palais de Versailles en proclamant le second Reich. Cet acte parachève le processus d’unité nationale en créant la nation allemande sur le modèle de la Confédération de l'Allemagne du Nord, comme il confirme l’ascension du pouvoir de la Prusse des Hohenzollern au détriment du camp dynastique des Habsbourg.
La nation française, au même moment, est au plus bas quand Adolphe Thiers écrase la Commune, insurrection mâtinée de guerre civile, avec la bénédiction de Bismarck, plus soucieux de restaurer l’ordre de la société bourgeoise que de voir le vaincu sombrer dans l’anarchie.
Le bonheur des uns faisant le malheur des autres, la rancœur gardée par les Français à l’encontre de cet événement fit que la France, parmi les Alliés vainqueurs de 1918, imposa les mêmes lieux pour la signature du traité de Versailles lors du conflit suivant, lavant ainsi l’affront de 1871.

### Contentieux colonial
Indépendamment de cette victoire, la nation allemande développe de la convoitise face au phénomène d’expansion territoriale des autres puissances européennes, France et Royaume-Uni en tête suivies de la Belgique. À la veille de la Grande Guerre, 85 % des terres émergées au monde sont sous obédience européenne. Parvenue tardivement dans le concert des nations, l’Allemagne considère avec avidité les empires coloniaux britannique et français, qui représentent la part du lion dans une compétition consistant en une succession de traités et de guerres signant la suprématie occidentale sur le monde du XIXe siècle. Écartée dès les premiers temps des Grandes découvertes du monde, la Confédération germanique est restée accaparée sur le continent par la politique démographique du Drang nach Osten. L’Allemagne se considère comme injustement exclue de ces partages en raison du poids qu’elle a désormais en Europe et du fait qu’elle s’est aussi érigée en empire. Si l’Allemagne entreprend une coopération avec la Chine et amorce un Empire colonial, il ne s’agit jamais que de miettes d’empire.
C’est sur la considération de ces lacunes que le Septemberprogramm est écrit après la déclaration de guerre de 1914, révélant des objectifs qui restaureraient la suprématie de l’Allemagne en Europe et la constitution d’un Empire colonial en Afrique au détriment des puissances belligérantes alliées britanniques, françaises, belges et portugaises.
Toutefois, les rivalités coloniales avaient toujours été résolues par des accords diplomatiques. Elles n'avaient pas entraîné de guerres entre la France et l'Allemagne ou entre la France et le Royaume-Uni après Fachoda et pas davantage avec la Belgique qui avait vu reconnaître sa souveraineté sur l’État libre du Congo, fondé par Léopold II, par les puissances européennes, qui se réunirent pour se partager l'Afrique lors de à la conférence de Berlin de 1885.

### Revanchisme entretenu par les institutions

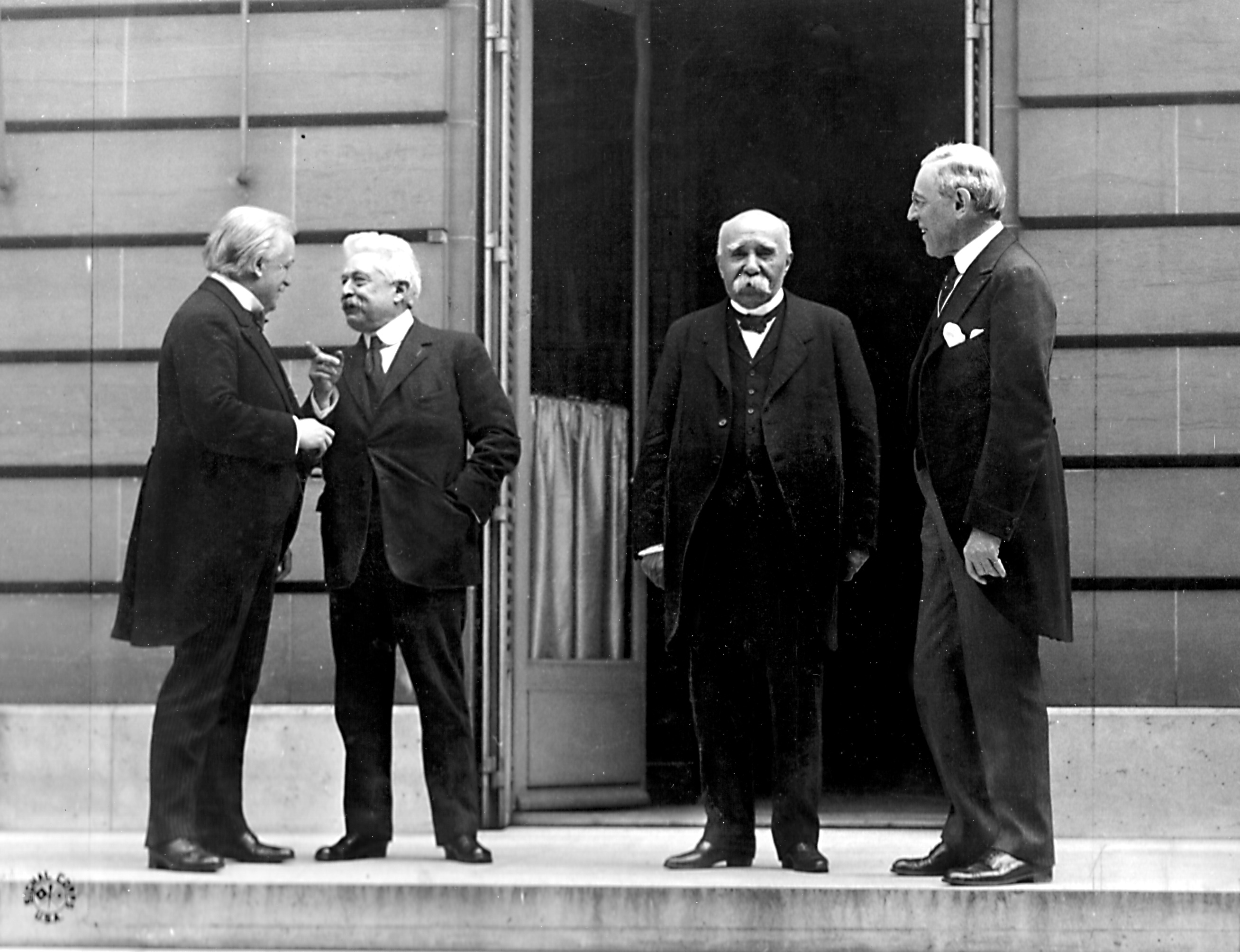
Lors de la conférence de paix de Versailles réunissant les vainqueurs de 1918, l’autoritarisme de Georges Clemenceau amena les Alliés à imposer des réparations conséquentes. Cela créa une situation revanchiste dans l’Allemagne des années 1920, l’influence des extrémismes et le ferment d’un conflit de même nature mondiale.
(photo d’époque du Conseil des Quatre à Versailles).

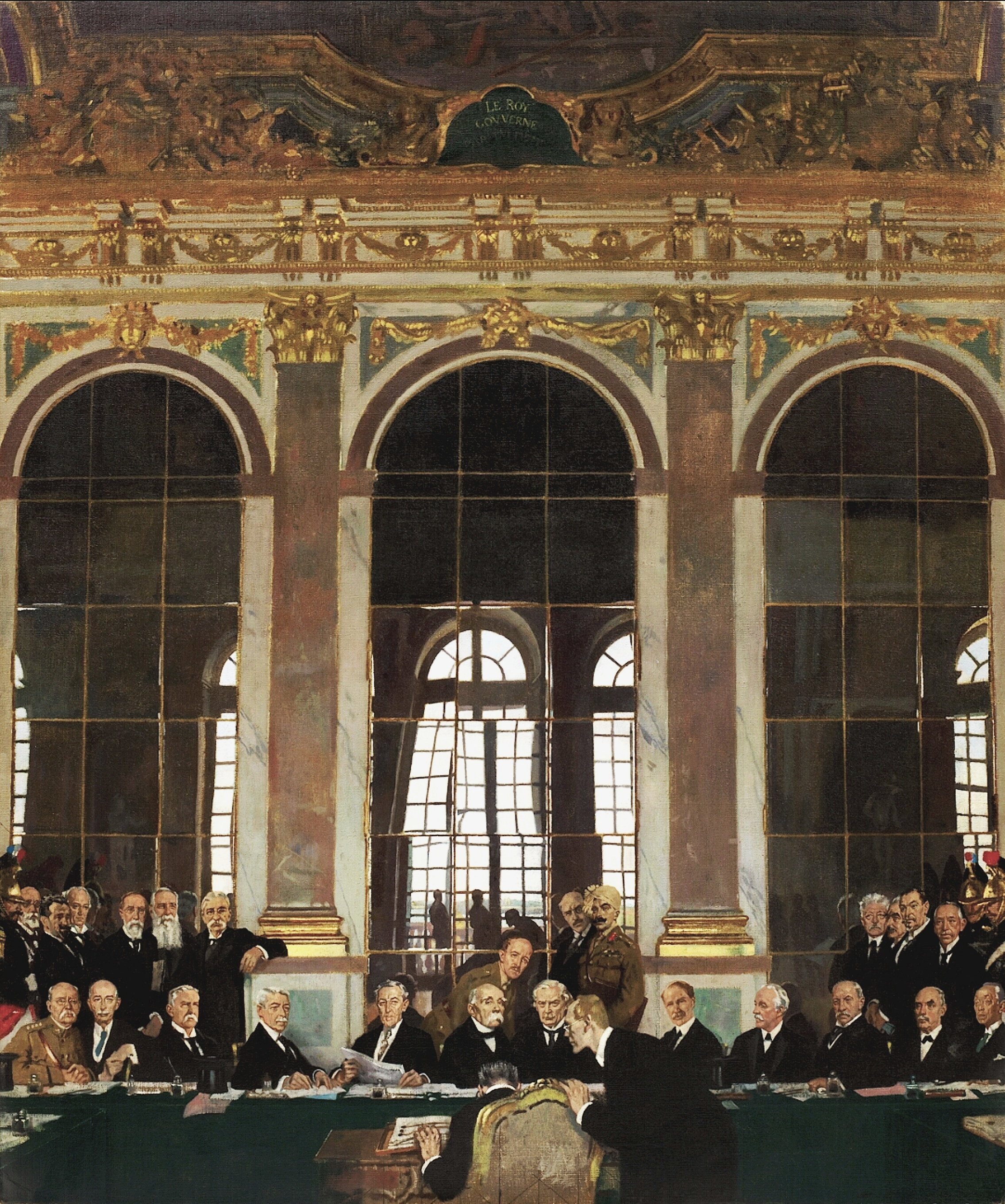
Signature officielle du traité de Versailles dans la galerie des Glaces, en 1919. Rapportée à l’image figurant plus haut en 1871, inscrite dans le récit de la fondation nationale, le caractère symbolique du choix de ce lieu n’a échappé à aucun Allemand.
Évènement rendu par le peintre de guerre officiel britannique William Orpen.

Il n'y a pas eu de ligne politique officiellement « revancharde » à proprement parler de la part des gouvernements français successifs, et l'ensemble de la classe politique dirigeante n'allait pas au-delà de la fameuse expression que Gambetta avait prononcée en 1872 à propos de l'Alsace-Lorraine : « Y penser toujours, n'en parler jamais ». Ce dernier a lui-même développé cette position de la politique étrangère française dans son discours de Cherbourg (10 août 1880) : « Depuis dix ans, il ne nous est pas échappé un mot de jactance ou de témérité. Il est des heures, dans l'histoire des peuples où le droit subit des éclipses, mais, à ces heures sinistres, c'est aux peuples de se faire les maîtres d'eux-mêmes, sans tourner leurs regards exclusivement vers une personnalité ».
Toutefois, l'obsession de la "Revanche" et de la récupération de l'Alsace-Lorraine, forte dans les années 1870, s'est beaucoup atténuée à partir des années 1880 et a disparu des perspectives politiques, y compris chez les nationalistes. Même le populisme du général Boulanger exclut catégoriquement toute idée d'une guerre de revanche contre l'Allemagne. Quant aux monarchistes, ils jugent que la République parlementaire est un régime trop faible et trop indécis pour mener une guerre victorieuse.
L’opinion française reste cependant imprégnée d'un mélange de mauvaise conscience et de nostalgie pour les provinces perdues après la capitulation de 1871 jusqu’au début de la Première Guerre mondiale en 1914. La diffusion généralisée de ce sentiment d’ordre individuel engendrait des tensions jusqu’au niveau diplomatique.
Cet état d'esprit faisait partie des programmes pédagogiques : le récit national de l’historiographie française était orienté sur la prise de conscience que la perte de l’Alsace-Lorraine constituait une atteinte à l’intégrité territoriale de la patrie : ainsi étaient formées des générations de futurs poilus. Cette démarche n’était pas spécifiquement française : l’introduction du film Joyeux Noël montre également les chansonnettes xénophobes apprises par les écoliers allemands et britanniques, autant de préludes programmés à ce qui devint un massacre de masse.
Dans les consciences, la caractéristique revancharde qu’avait prise le patriotisme de l’époque a polarisé de manière extrême l’opinion publique, qui de l’autre bord politique appréhendait les thèses de l’anarchisme : ce clivage fut dangereux pour la paix civile et le climat social.
Peut-on dire que la mise à l’écart des dirigeants pacifistes a favorisé la marche à la guerre, en France avec l’assassinat de Jean Jaurès lors de l’été 1914, en Allemagne avec l’incarcération de Rosa Luxemburg en 1915 ? Non, aussi brillants que fussent ces penseurs, ils ne pesaient pas lourd face à la mécanique des alliances et des mobilisations. Si Jaurès avait survécu, il aurait assisté impuissant au vote des crédits de guerre par les socialistes allemands. Vraisemblablement, ce patriote de gauche aurait retrouvé les vieux réflexes des révolutionnaires de 1791, qu'il connaissait bien.
S’il fallait une preuve supplémentaire de l’imprégnation des institutions par ce courant de pensée, il suffit de considérer la clémence des tribunaux lors du jugement de Raoul Villain en 1919, qui assassina Jaurès à la veille du conflit, assassinat politique pour ses opinions pacifistes. Ce meurtre donna une idée de la crispation de ce temps, marqua l’opinion et fut déclencheur d’un consensus vers l’Union sacrée : « rendez-vous pris de longue date, cette guerre devait survenir ».
Le traité de Versailles, mettant fin au Reichsland d'Alsace-Lorraine, instauré par la Prusse lors du précédent conflit, signe moins une « vengeance française » que la volonté des Alliés de punir une Allemagne qui a déclaré la guerre, violé la neutralité de la Belgique et commis d'innombrables crimes de guerre.
Outre l'école, où sont institués en 1882 les bataillons scolaires, la République française entretient également cette nostalgie à travers les 900 monuments aux morts, nés d'initiatives privées, qui apparaissent entre 1870 et 1914, leur inauguration étant l'occasion de fêtes civiques (remise de médailles aux vétérans, banquets de régiments) qui deviennent parfois de véritables « fêtes de la Revanche » à la suite de la défaite de 1870. Ces fêtes mémorielles sont rapidement républicanisées avec la loi du 4 avril 1873 sur la « conservation des tombes des militaires morts pendant la guerre de 1870-1871 », qui permet à l'État d'acheter les parcelles de cimetières ou d'exproprier les terrains où se trouvent ces tombes. Toutefois, il s'agit bien plus de travail de deuil et de glorification du courage vaincu que d'appels à une "guerre de revanche," que très peu de Français jugent possible et souhaitable.
Il faut donc fortement nuancer la présence de la Revanche dans le sentiment national en 1914, les générations de 1914 n'ayant pas vécu le traumatisme de 1870, et le sentiment, entretenu par les hommes politiques, les journalistes ou les écrivains bellicistes, tendait à disparaître au tout début du XXe siècle comme l'atteste le comportement des Français à l'annonce de la guerre (bien loin de l'image de la fleur au fusil),.

## Entre-deux-guerres

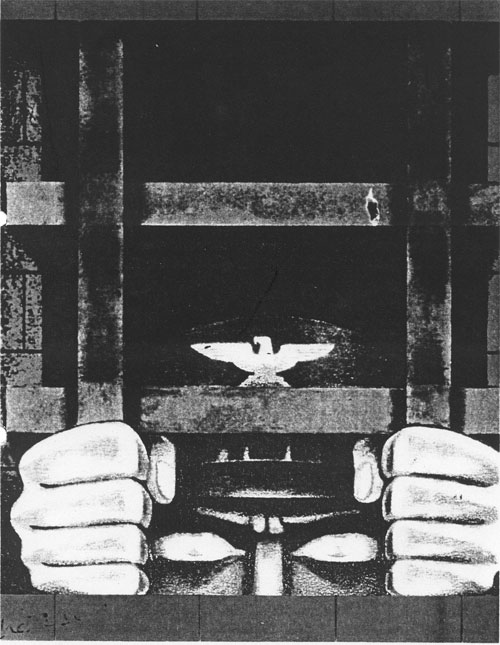
Le traité de Versailles vu par les Allemands.

### Du côté allemand
La défiance vis-à-vis du pacifisme se développe, du côté allemand, au sortir de la défaite de 1918. Cette tendance a accompagné l’expression du « coup de poignard dans le dos (Dolchstoßlegende) » dans les médias de Weimar, qui atténue la responsabilité du haut commandement militaire. La retraite des corps francs de la Baltique s’ajoute à ce ressentiment. Les débats incessants en Allemagne concernant la véracité du coup de poignard virent à la théorie du complot lorsqu’en 1924, une interprétation du recensement des juifs dans l’armée allemande de 1916 les taxe de manque d’esprit combatif.
La théorie du coup de poignard n’est pas la seule thèse traversant cette période agitée par le traumatisme de la défaite : la « légende de la stratégie défensive » en est une autre, suscitant un débat historiographique dès 1919.
La faiblesse du parlementarisme, le chaos lié à la répression des corps-francs dans un climat de guerre civile à Berlin, et la crise de 1929 s’ajoutèrent au revanchisme pour fournir la base de la montée des extrémismes prônant un pouvoir fort, ce qui amena à l’Allemagne nazie dont la politique étrangère consista à jeter à terre les clauses de Versailles : non-paiement des réparations à la France, puis remilitarisation de la Rhénanie sont des étapes d'une nouvelle marche à la guerre.

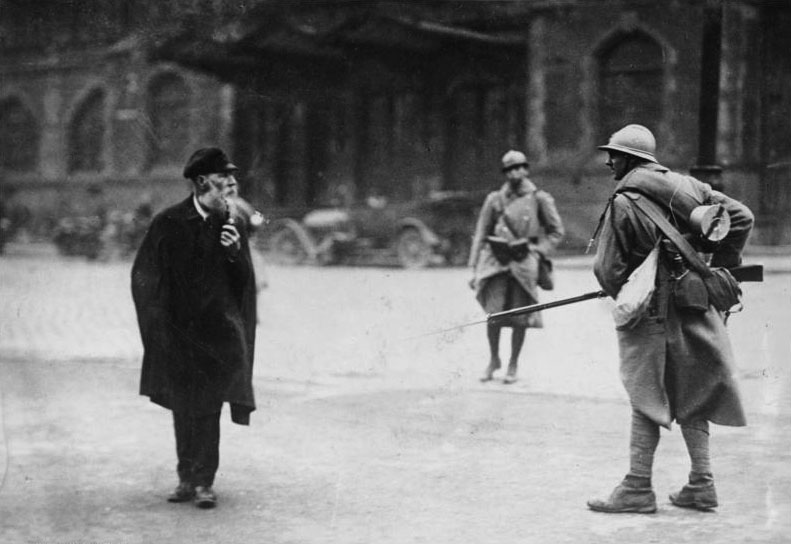
Pendant les années 1920, la France et la Belgique occupent la Ruhr, ce qui attise le ressentiment de la population.

La perception du traité de Versailles comme un Diktat, liée aux réparations des dommages de guerre à verser par suite du traité de Versailles au sortir de la guerre, devint un enjeu politique en Allemagne. Au fond, c'est le sentiment d'un pays qui refuse sa défaite et l'impute à des boucs émissaires.
Des associations paramilitaires regroupent un grand nombre d’anciens combattants de la Grande guerre : par exemple, les 500 000 adhérents, en 1930, de l’association Casque d’Acier (Stahlhelm, Bund der Frontsoldaten) dépassent de loin l’effectif de « l’armée des 100 000 hommes » de la Reichswehr telle que définie par le traité de Versailles et des actions subversives ont lieu en France sous couvert du pacifisme avec le comité France-Allemagne qui sera institué en 1935.

### Du côté des Alliés de 1914-1918
Le traité de Versailles octroyait d'importants dommages de guerre aux pays envahis par l'Allemagne. La Belgique y bénéficiait d'une priorité du fait d'avoir été envahie la première et, surtout, d'avoir été ravagée et dépouillée de ses installations industrielles sur la plus grande partie de son territoire. Cependant, cette indemnisation fut matérialisée non seulement par des livraisons allemandes de matériel et d'équipement. Une action subversive pan-germanique allait aussi se développer en Belgique, dès les années trente, pour noyauter les partis de droite de Flandre en tablant sur les souffrances de soldats flamands présentés comme victimes de l'armée belge dominée par les francophones durant les quatre années de la Première Guerre mondiale. Les menées nazies touchaient également la droite francophone en tendant à entraver le réarmement belge voulu dans le cadre d'une politique de neutralité. Ce choix belge d'une neutralité forte était voulu par le roi des Belges, Léopold III, et soutenu par le gouvernement et le parlement de Bruxelles, qui avaient compris que le pays ne pouvait pas compter sur l'alliance avec les grandes puissances née de la Première Guerre mondiale, les démocraties ayant révélé leur pusillanimité politique en face du réarmement du Reich révélée par l'occupation allemande de la Rhénanie au mépris du traité de Versailles.
Dès 1918, avant même la tenue du traité de Versailles la Sarre est occupée par la France (mais non annexée alors qu’elle avait été française de Louis XIV à 1815) après la Première Guerre mondiale. Cependant, cette fois le contentieux se cristallise sur le paiement des réparations demandées lors de l’armistice par le camp français, faisant valoir le nombre de ses victimes. Le lieu d’infamie, pour les Allemands, est dès 1918, comme auparavant, en 1871, la galerie des Glaces pour les Français, le wagon de l'armistice du 11 novembre 1918, dans la forêt de Compiègne. Pour effacer ce symbole de leur défaite, les Allemands prirent leur revanche en y imposant en 1940 d'y signer l’armistice du 22 juin dans le même wagon de Rethondes. Le wagon sera exposé tel un trophée de guerre à la porte de Brandebourg à Berlin. Détruit en 1945 lors de la bataille de Berlin, il est remplacé depuis par une réplique, installée à Rethondes.

## Après-guerre

### Du côté allemand
Le mot revanchisme (en allemand Revanchismus) est aussi utilisé en Allemagne pour désigner une tendance de la droite qui n’a pas accepté les conséquences territoriales de la Seconde Guerre mondiale.

### Du côté français
Les quatre années d’occupation allemande en France et la collaboration du régime de Vichy connurent une sorte d’équivalent en Allemagne après la Libération, le gouvernement issu de la France libre tenant à figurer parmi les Alliés avec une zone d’occupation qui lui soit dévolue (centrée sur Baden-Baden).
L’importance de cette reconnaissance visait à faire oublier la période de la collaboration de l’État français de Vichy, à la suite de la défaite de 1940.

### Du côté belge
L'État belge étant absent à partir de la défaite militaire du 28 mai 1940, le roi Léopold III est sans pouvoir du fait de la constitution belge qui prévoit de suspendre son autorité s'il est privé de la liberté d'exercer sa fonction. En l'occurrence, c'est la situation du roi à partir du 28 mai, jour où il est mis en résidence surveillée sous la tutelle d'un gouverneur allemand. Mais le gouvernement belge parti en exil à Londres, y représentant la Belgique officielle, veut continuer la lutte dans la perspective d'une revanche, au contraire de la France où c'est l'État officiel qui veut collaborer avec l'Allemagne victorieuse et où il n'est pas question, à ce moment-là, de revanche. Au contraire de la collaboration française qui résulte d'un engagement de l’État, la collaboration, en Belgique, est seulement le fait d'individus, comme des financiers et des fonctionnaires, mais aussi de petits partis fascistes ou néo-nazis agissant sans autre légitimité que celle qu'ils se sont donnée en imposant au pays leurs activités pro-allemandes (réquisitions, déportations). Aussi le gouvernement belge exilé à Londres, qui n'a pas traité avec le Reich, rentre-t-il à Bruxelles en 1944 porteur de son pouvoir légitime en formulant des exigences qui s'appuient sur le palmarès de la participation des pilotes belges à la bataille d'Angleterre et, dans la suite de la guerre, sur les victoires d'Afrique contre l'Italie, sur la lutte de la Résistance belge à l'intérieur du pays sur l'activité des réseaux de renseignement et sur la participation économique du Congo belge à l'effort de guerre allié. Le réarmement commencé en Angleterre dès 1940 et la participation de troupes belges aux combats de la libération aboutiront à l'installation d'une zone belge d'occupation militaire en Allemagne et à sa transformation en un créneau militaire de l'OTAN s'étendant de la frontière belge au rideau de fer avec Quartier Général à Cologne. Cet effort considérable reniait la neutralité qui avait été celle de la Belgique de 1936 à 1940 pour lui préférer un engagement militaire et politique dans la politique de containment anglo-saxonne face à la puissance soviétique. Une façon de prendre une revanche en affirmant la place et la force de la Belgique qui avait été menacée de disparaître durant les deux guerres mondiales.

### Du côté des Pays-Bas
La défaite rapide devant l'envahisseur allemand et la perte de l'Indonésie par le fait du Japon avaient laissé le pays sans moyens, même si le gouvernement et la monarchie exilés à Londres purent entamer un effort de soutien financier aux Alliés. En 1945, le pays était rendu exsangue par une dure occupation allemande, les Pays-Bas entreprirent de se relever sans pouvoir revendiquer une place de premier plan dans le réarmement de l'après-guerre.

## Postérité

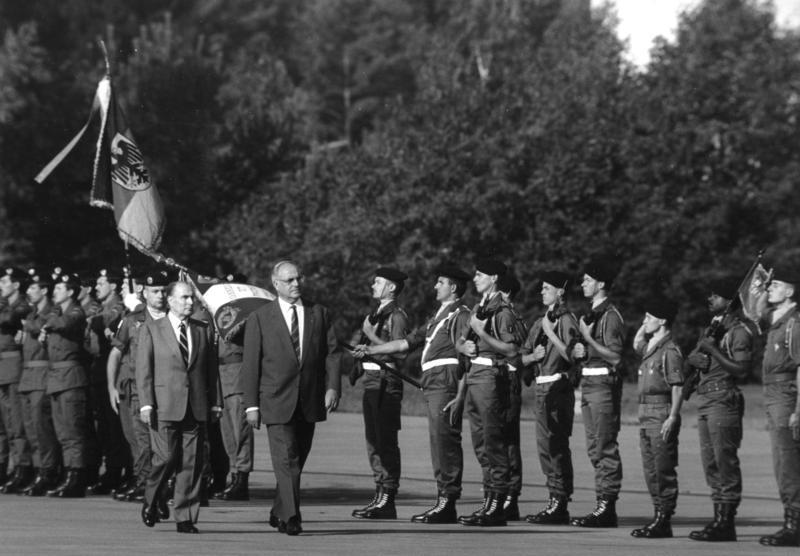
Le président François Mitterrand et le chancelier Helmut Kohl passant en revue des troupes de la FAR stationnées au Bade-Wurtemberg, le 24 septembre 1987.

Les supergrands à l’issue du dernier conflit mondial ont analysé les causes de la rancœur et ont considéré :
1. l’importance d’en finir avec le militarisme de l’État prussien d’une part[36] ;
2. la volonté d’accorder une place à l'opinion des populations et à la diplomatie internationale, de manière à assurer la coexistence pacifique.

Sur le plan européen, les ennemis d’hier sont devenus amis au travers du couple franco-allemand, moteur de la construction européenne. Faire amende honorable afin que le revanchisme fasse partie du passé fut une attitude volontaire et nécessaire dans l’Europe en ruines, d’une portée politique adulte au regard de la comptabilité en millions des pertes humaines de ces conflits.
Quelques exemples de réconciliation peuvent être portés au titre de cette collusion nouvelle, qui infirme les idées enflammées d’identités nationales irréconciliables :
1. le fait que les représentations d’ambassade prennent des nationaux français ou allemands indifféremment pour expliquer les points de vue en commun que partagent les deux nations sur le plan des relations internationales ;
2. l’expérience, désormais pérenne, de chaîne avec programmes en commun bilingues diffusés dans les deux pays : Arte ;
3. le jumelage de nombreuses communes françaises avec des homologues allemands ;
4. la création d’une brigade franco-allemande (1989) ;
5. le siège du conseil de l'Europe qui a été choisi à Strasbourg ;
6. l'utilisation en commun de matériels roulants des deux pays pour les liaisons ferroviaires interrégionales exploitées en commun par la SNCF et la DB[38] ;
7. l’initiative récente du manuel d'histoire commun franco-allemand illustre de même le soin apporté à l’historiographie dans les programmes pédagogiques.

### Autres acceptions
Le mot revanchisme, depuis la question de l’Alsace-Lorraine, est utilisé dans d’autres langues, comme le russe. Il s’applique aussi entre autres aux revendications nationales de cercles restreints en Allemagne à propos des anciens territoires disparus de Prusse-Orientale ou Prusse-Occidentale appartenant aujourd’hui à la Pologne et à la Russie. Depuis la reconnaissance en 1990 de la ligne Oder-Neisse par l’Allemagne, la Pologne et l’URSS, cette question est réglée.

### Interwikis connexes
- (de) Hostilité héréditaire franco-allemande (de)